# Ангерран де Мариньи
Ангерра́н де Мариньи́ (фр. Enguerrand de Marigny) — советник короля Франции Филиппа IV Красивого. Занимал созданную для него должность коадъютора королевства, камергер, распорядитель и смотритель Лувра.

## Биография

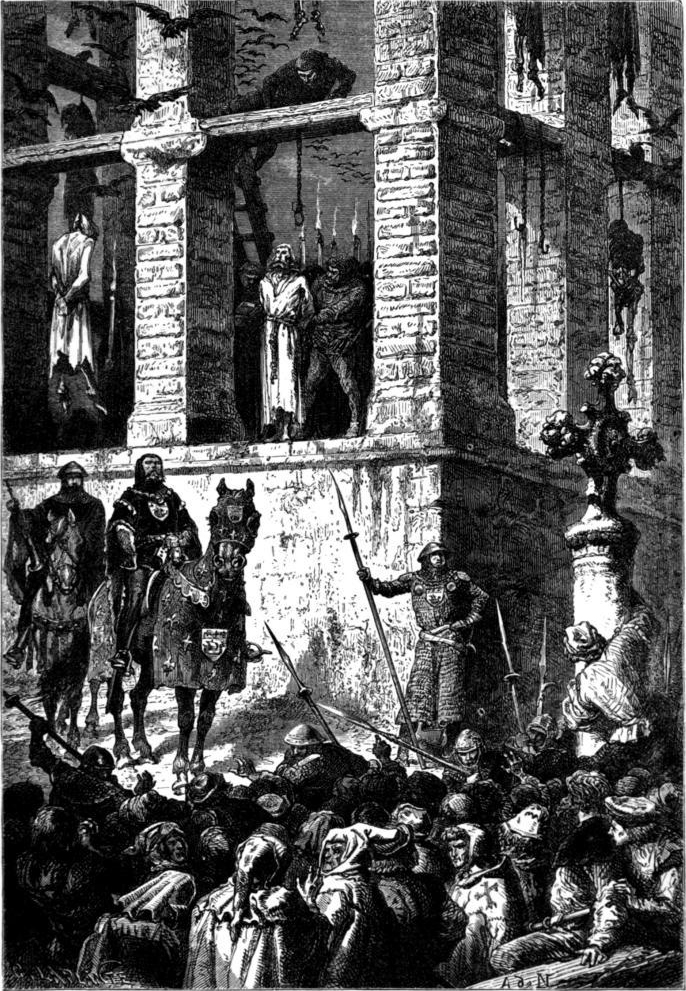
Казнь Ангеррана де Мариньи (Альфонс Невиль)

Родился в старой нормандской семье. Фамилию де Мариньи они присвоили лишь в 1200 году.
Ангерран де Мариньи 16 лет находился у власти. После гибели канцлера Пьера Флоте в битве при Куртре (1302) он стал советником короля Франции. Вместе с королём Филиппом Красивым де Мариньи произвёл множество изменений в организации страны. Знаменит тем, что наравне с некоторыми другими приближёнными Филиппа IV участвовал в уничтожении Ордена тамплиеров.
Так как большинство епископов отказалось участвовать в процессе против тамплиеров, стараниями Ангеррана его младшему брату Жану де Мариньи дали епископскую степень, с тем чтобы он осудил тамплиеров.

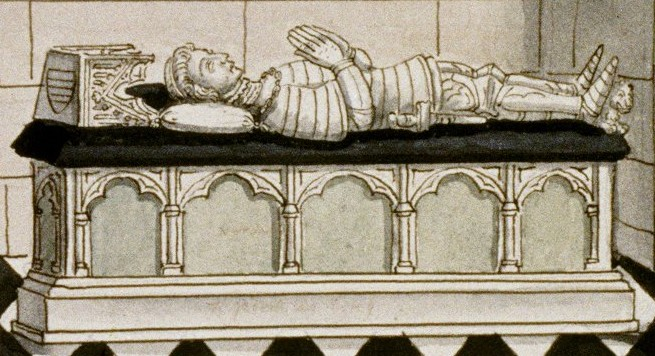
Надгробие Ангеррана де Мариньи

После смерти короля Филиппа IV Ангерран впал в немилость у нового короля Людовика X Сварливого. Стараниями дяди молодого короля, Карла Валуа, министра обвинили во многих тяжких преступлениях (казнокрадство, измена, колдовство), с помощью лжесвидетелей подтвердили его вину и приговорили к повешению. Жену де Мариньи приговорили к тюремному заключению. Всё их имущество перешло в государственную казну.
Ангерран де Мариньи был повешен 30 апреля 1315 года на Монфоконской виселице в Париже. Его тело оставалось висеть на виселице в течение двух лет, до 1317 года. Новый король Филипп V Длинный реабилитировал первого советника своего отца. Затем его останки были похоронены в парижском картезианском монастыре. В 1325 или 1326 году останки Ангеррана де Мариньи были перезахоронены в церкви Нотр-Дам, которую построил сам Ангерран в деревне Экуи.

## Семья
- Ангерран де Мариньи дважды был женат. Сначала на Жанне де Сен-Мартен, от которой имел троих детей. Вторым браком сочетался с Алис де Монс, от которой имел четверых детей.
- Его младший брат Жан де Мариньи (?—1350) — каноник Собора Парижской Богоматери, затем епископ Бовезский (1312—1347). Канцлер Франции (1329). Наместник короля в Гаскони (1342). Архиепископ Руанский (1347—1350). Помог брату в уничтожении Ордена тамплиеров.
- Другой младший брат Филипп де Мариньи (?—1316) — епископ Камбрийский (1306—1309), затем архиепископ Санский (1310—1316). Помог братьям в уничтожении Ордена тамплиеров.

## В литературе
- Персонаж пятиактной драмы Фредерика Гайярде и Александра Дюма «Нельская башня».
- О судьбе Ангеррана де Мариньи можно узнать из первых двух романов серии «Проклятые короли» Мориса Дрюона: «Железный король» и «Узница Шато-Гайара».
- Книга «Ангерран де Мариньи. Советник Филиппа IV Красивого» Жана Фавье, крупнейшего французского медиевиста, члена Французского института, профессора Сорбонны.
- Упомянут в романе Виктора Гюго «Собор Парижской Богоматери» в последней главе.

## Киновоплощения
- Мишель Этшевери в фильме «Нельская башня», 1955 год.
- Андре Фалькон в мини-сериале «Проклятые короли», 1972 год.
- Жан-Клод Друо в мини-сериале «Проклятые короли», 2005 год.